# Angered (stadsdeel)

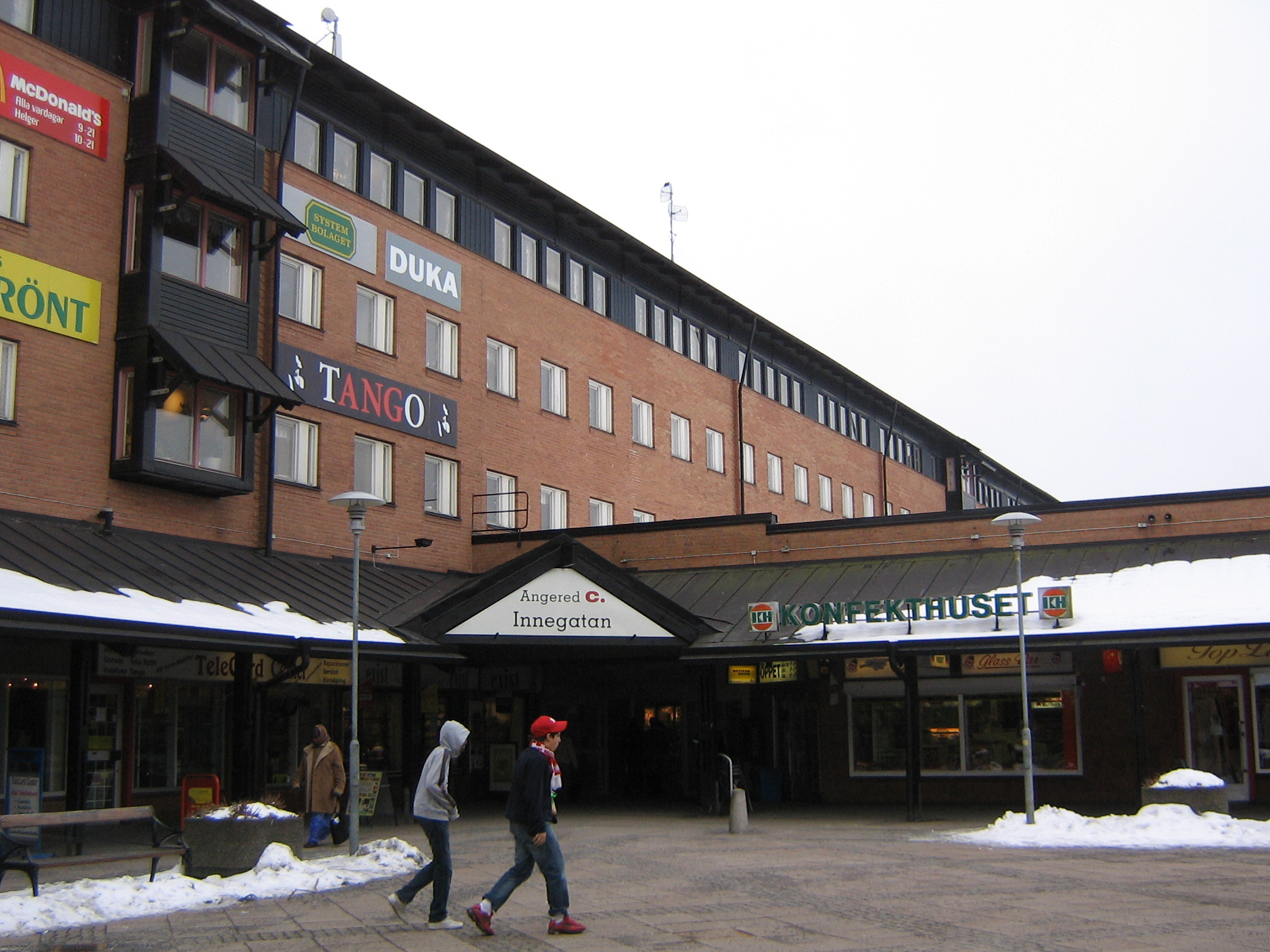
Het winkelcentrum in Angered

Angered is een stadsdeel in het Zweedse Göteborg, dat 10 kilometer ten noordoosten van het centrum ligt. Een groot deel van de bevolking heeft een buitenlandse achtergrond. Mede door de afgelegen ligging staat Angered in Zweden bekend als multicultureel stadsdeel. Ook is het bekend door de mooie natuurgebieden. De wijk is de thuisbasis van voetbalclub Gunnilse IS.
- In Angered wordt veel Rinkeby-Zweeds gesproken. Ook wordt er veel Arabisch, Perzisch, Spaans, Fins en Somalisch gesproken.
- De populaire Zweedse zangeres Laleh komt uit Angered.